# Episteme connexa
Episteme connexa är en fjärilsart som beskrevs av Walker 1856. Episteme connexa ingår i släktet Episteme och familjen nattflyn. Inga underarter finns listade i Catalogue of Life.